# توتنهام هوتسبير موسم 2015–16
كان موسم 2015–16 هو الموسم الرابع والعشرون لتوتنهام هوتسبير في الدوري الإنجليزي الممتاز والموسم الثامن والثلاثين على التوالي في الدرجة الأولى من نظام دوريات كرة القدم الإنجليزية. إلى جانب الدوري الإنجليزي الممتاز، تنافس النادي في كأس الاتحاد الإنجليزي وكأس الرابطة والدوري الأوروبي. ويغطي الموسم الفترة من 1 يوليو 2015 إلى 30 يونيو 2016.